# Étoile-sur-Rhône
Étoile-sur-Rhône este o comună în departamentul Drôme din sud-estul Franței. În 2009 avea o populație de 4.577 de locuitori.

## Evoluția populației
| An        | 1975  | 1982  | 1990  | 1999  | 2006  | 2009  |
| --------- | ----- | ----- | ----- | ----- | ----- | ----- |
| Populație | 2.559 | 2.897 | 3.504 | 4.054 | 4.418 | 4.577 |